# Вулиця Кутова (Львів)
Ву́лиця Ку́това — вулиця у Личаківському районі міста Львова, в місцевості Погулянка. Сполучає вулицю Юрія Руфа з вулицею Марка Черемшини та межує з історико-архітектурним заповідником «Личаківський цвинтар» та Личаківським військовим цвинтарем.

## Назва
До 1930 року ця невеличка вуличка була одним з небагатьох відгалужень вулиці Юрія Руфа та мала назву Піярів бічна IV. Від 1934 року — вулиця Кадиєґо, на честь польського професора описової анатомії та патології, ректора Львівського університету Генрика Кадия. У жовтні 1945 року — вулиця Кутова, через те, що утворювала прямий кут рівно посередині, а у грудні того ж року повернуто довоєнну назву вулиці. У 1950 році вулиця отримала свою сучасну назву — вулиця Кутова.

## Забудова
У забудові вулиці Кутової переважає конструктивізм 1930-х—1970-х роках, типова одноповерхова садибна забудова, а також один сучасний багатоквартирний житловий будинок, споруджений наприкінці 1980-х років. 